# ويليام درايتون سينيور
ويليام درايتون سينيور (بالإنجليزية: William Drayton, Sr.)‏ هو قاضي ومحامي أمريكي، ولد في 21 مارس 1732 في مقاطعة كارولاينا الجنوبية في مملكة بريطانيا العظمى، وتوفي في 18 مايو 1790 في كارولاينا الجنوبية في الولايات المتحدة.